# Handelsmaschine

Die „Handelsmaschine“ war eine der ersten in der langen Modellreihe von Enigma-Maschinen (Abbildung aus Scherbius’ Aufsatz in der ETZ vom 29. November 1923).

Bei der Handelsmaschine, auch als Typenradmaschine bezeichnet, handelt es sich um das erste „schreibende“ Modell der Rotor-Schlüsselmaschine Enigma.

## Geschichte
In der langen Geschichte der unterschiedlichen Enigma-Modelle war die im Jahr 1923 eingeführte sogenannte „Handelsmaschine“ das erste in Serie gefertigte Modell (siehe auch: Stammbaum der Enigma unter Weblinks). Nach Erfindung der Maschine durch Arthur Scherbius, seiner ersten Patentanmeldung dazu am 23. Februar 1918, sowie der Herstellung von Prototypen, wurde von der Firma Scherbius & Ritter in Berlin-Wannsee die Enigma entwickelt. Kurz darauf begann die Fertigung des ersten Modells bei der Gewerkschaft Securitas, ebenfalls in Berlin (W 35, Steglitzer Str. 2, heute Pohlstraße, Tiergarten). Am 9. Juli 1923, ging aus der Gewerkschaft Securitas die Chiffriermaschinen-Aktiengesellschaft (ChiMaAG) hervor.
Bei der Handelsmaschine handelte es sich um eine vergleichsweise voluminöse und schwere Maschine. Ihre Abmessungen (L×B×H) betragen etwa 65 cm × 45 cm × 38 cm bei einem Gewicht von rund 50 kg. Im Gegensatz zu den früheren „Probemaschinen“ und den späteren „Glühlampen-Chiffriermaschinen“, war sie die erste der „schreibenden Enigma-Chiffriermaschinen“. Sie wurde kommerziell auf Messen zum Kauf angeboten, wie 1923 in Leipzig und Bern und 1924 auf dem internationalen Postkongress des Weltpostvereins in Stockholm.
Nach den Patentanmeldungen vom 26. September 1920 (Nr. 425147) von Scherbius und vom 26. März 1924 (Nr. 429122) von Paul Bernstein (siehe auch: Enigma-Patente) hatte die Handelsmaschine vier Chiffrierwalzen und zusätzlich vier gezähnte Antriebswalzen mit Lücken, die für eine unregelmäßige Weiterschaltung der Chiffrierwalzen sorgten, mit folgender Konfiguration:
- 11 Stellungen  5 Zähne und 6 Lücken
- 15 Stellungen  9 Zähne und 6 Lücken
- 17 Stellungen 11 Zähne und 6 Lücken
- 19 Stellungen 11 Zähne und 8 Lücken

Dies ergibt eine Periode von 11·15·17·19 = 53.295. Verglichen mit den 264 oder 456.976 möglichen Stellungen der vier Chiffrierwalzen nennt es Friedrich L. Bauer „fast eine progressive Chiffrierung“. Dies war eine kryptographische Stärke der Handelsmaschine, die späteren Modellen (ab Enigma-A) fehlte.
Bereits ab 1920 versuchte Scherbius auch das Reichspostministerium für seine Maschine zu interessieren und entwickelte auf der Basis der Handelsmaschine ein weiteres Modell, genannt die „Postmaschine“. Dieses Projekt konnte jedoch nicht erfolgreich abgeschlossen werden.